# Márta iráni hercegnő
Márta (1460 körül – 1522/3), névváltozata: Alam Sah Begum, Halima Begi Aga, görögül: Μάρθα του Ιράν, grúzul: ჰალიმა ბეგუმი, perzsául: عالم‌شاه بیگم/حلیمه بیگی آغا/مارثا, azeriül: Aləmşah bəyim/Həlimə bəyim ağa/Marta, törökül: Alemşah Halime Begüm, latinul: Martha Iraniae, iráni hercegmő, Irán (Perzsia) anyakirálynéja. A Bajandur-házból származott. IV. Alexiosz trapezunti császár dédunokája, Crispo Florencia naxoszi hercegnő unokahúga és I. Katalin ciprusi királynő másodfokú unokatestvére, valamint I. Iszmáíl perzsa sah édesanyja. Ortodox keresztény vallású volt, amit a neve, a bibliai Márta is jelzett, hiszen annak ugyanaz a jelentése, mint az édesanyja, Deszpina Hatun nevében a deszpina és a hatun is más-más nyelven, azaz úrnő.

## Élete

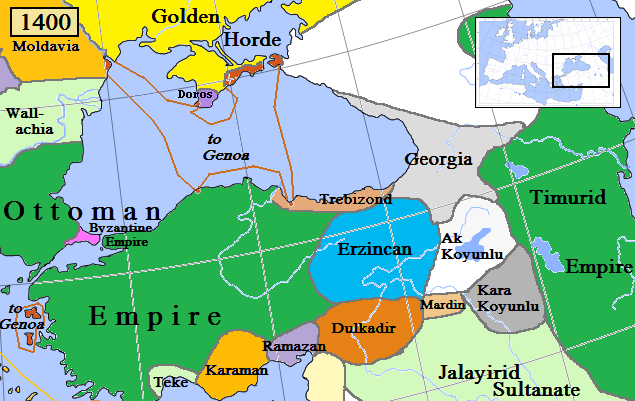
A Trapezunti Császárság, az Arany Horda és a Fehér Ürü (Akkojunlu) Kánság 1400-ban.

Apja Uzun Haszan, a Fehér Ürü kánja (emírje), Irán királya, édesanyja Komnénosz Teodóra (Deszpina Hatun) trapezunti császári hercegnő
Anyai nagyapja IV. (Komnénosz) János (1403 körül–1460) trapezunti császár, IV. Alexiosz (1382–1429) trapezunti császár és Kantakuzénosz Teodóra (1382 körül–1426) legidősebb fia, az anyai nagyanyja feltételezhetően a nagyapjának a 2. felesége Sajbánida N., Devlet Berdi kánnak, az Arany Horda uralkodójának feltételezett lánya.
Anyai nagyapjának a nővére Komnénosz Eudokia (Valenza), akinek a férje Nicolò/Niccolò Crispo (1392–1450), a  Naxoszi Hercegség régense volt.
Az ő gyerekeik voltak: II. (Crispo) Ferenc (1417–1463) naxoszi herceg, akinek az 1 felesége Guglielma Zeno volt, és 3 gyermeket szült, a 2. felesége Petronilla Bembo, akitől nem születtek újabb gyermekei, valamint Crispo Florencia (1422–1501), akinek a férje Marco Cornaro (1406–1479) velencei patrícius, Marco Cornaro velencei dózse dédunokája volt. Az ő lányuk volt I. (Cornaro) Katalin (Caterina) (1454–1510) ciprusi királynő (ur.: 1474–1489), aki II. (Fattyú) Jakab (1438–1473) ciprusi királyhoz ment férjhez, és egy fiuk született, III. (Lusignan) Jakab (1473–1474), aki az apja halála után a születésétől a haláláig Ciprus királya volt.
Továbbá Violante Crispo (1427–?) Caterino Zeno (1421/35/43–1490 körül) velencei patríciushoz ment feleségül, akit a Velencei Köztársaság Uzun Haszanhoz küldött követként mint Komnénosz Teodóra (Deszpina Hatun) elsőfokú unokatestvérének a férjét. Caterino Zeno Teodórát és gyermekeit, így Mártát is meglátogatta, és részletes beszámolót készített a trapezunti császári hercegnőről.
Anyjának a nagybátyja II. (Komnénosz) Dávid (1408 körül–1463), 1460-tól 1461-ig az utolsó trapezunti császár volt.
A XV. század közepén az Fehér Ürü törzsszövetség és a Trapezunti Császárság közötti élénk diplomáciai és katonai együttműködések és kapcsolatok már hagyományosnak voltak tekinthetőek, hiszen a szomszédság mellett az is döntő tényező volt ebben, hogy a Fehér Ürü törzsszövetség is a területileg ekkor már szétszabdalt és 1453-ban végleg megszűnt Bizánci Birodalmat bekebelező Oszmán Birodalom ellenfele volt, és ezt a két nép közötti barátságot sok esetben házasságokkal is megpecsételték.
Elsőként 1352-ben I. Baszileiosz trapezunti császár és Trapezunti Irén legidősebb lánya, Mária (1328 körül–1408 körül) az öccse, III. Alexiosz uralkodása és anyja régenssége alatt feleségül ment Fahreddin (Fakr ad-Dín) Kutlu (?–1389) béghez, aki 1363-tól lett a Fehér Ürü kánja. Ha született is gyermekük, valószínűleg csak lányuk volt, de egyes feltételezések szerint Mária lehetett az anyja Pir Ali Bajandurnak, akinek a lánya volt Uzun Haszan édesanyja, Sára hatun. Ha ez igaz, akkor Uzun Haszan Mária dédunokája volt, és ebben az esetben Teodóra apja, IV. János és Uzun Haszan harmaddfokú unokatestvérek lettek volna. Mária a férje halála (1389) után is meghatározó szerepez játszott az 1408-ban vagy akörül bekövetkezett haláláig a két ország kapcsolatában.

A Szent György templom romjai Diyarbakırban.

Ezután Mária (mostoha)fia, Kara Jülük Oszmán (1350/56–1435) Mária nagyunokaöccsének, az öccse, III. Alexiosz unokájának, IV. Alexiosz trapezunti császárnak egyik leányát, Teodórát vette feleségül 1422 körül, és ha született is gyermekük, valószínűleg nekik is csak lányuk volt.
Ennek a hagyománynak volt a folytatása, hogy 1458-ban IV. Alexiosz unokája, ifjabb Teodóra feleségül ment Kara Jülük Oszmán unokájához, Uzun Haszanhoz, a Fehér Ürü kánjához (emírje), aki 1472-ben Irán (Perzsia) királya lett.
Teodóra nem tért át az iszlám hitre, Ortodox keresztény vallását megtarthatta, ahogy az anyósa, férje anyja, Sára Hatun is keresztény maradt egész életében. Teodóra Diyarbakırban rartotta udvarát, Márta is valószínűleg itt jött a világra.
Szüleinek négy gyermeke született, egy fiú és három leány, köztük a legidősebb, Márta, aki szintén ortodox keresztény vallású volt, ezt tükrözte a keresztény neve is, bár Halima néven is számontartották. Mártának apja révén még számos féltestvére is volt.
Anyja a férjét túlélte, de a halálának pontos időpontja ismeretlen. Anyja földi maradványait a diyarbakıri Szent György templomban helyezték örök nyugalomra.
Márta férje az elsőfokú unokatestvére, Hajdar Szultán (–1488), a Szafavi-rend nagymestere, Uzun Haszán nővérének, Hadidzsa Begumnak a fia volt, akinek három fiút szült, közülük a legkisebb lett I. Iszmáíl perzsa sah.

## Gyermekei
- Férjétől, Hajdar Szultántól (–1488), a Szafavi-rend nagymesterétől, 3 fiú:
  - Szultán Ali Mirza (?–1494), a Szafavi-rend nagymestere
  - Ibrahim
  - I. Iszmáíl perzsa sah (1487–1524)